# Darko Stanić
Darko Stanić (Mojkovac, 8. listopada 1978.) je srbijanski rukometni reprezentativac. Član je Metalurga iz Skoplja. Igra na poziciji vratara. Rukometnu karijeru je započeo u Podgorici.

## Vanjske poveznice
- Profil na mrežnoj stranici EHF-a  Arhivirana inačica izvorne stranice od 29. siječnja 2012. (Wayback Machine)